# La seconda generazione
La seconda generazione (titolo originale The Second Generation) è un romanzo fantasy scritto da Tracy Hickman e Margaret Weis e pubblicato per la prima volta nel 1994 in America dalla TSR. È ambientato nel mondo di Dragonlance ed è composto da cinque racconti che parlano dei figli degli Eroi delle Lance, oltre ad un'appendice che narra la nascita dei Cavalieri di Takhisis e descrive le regole per giocarli in Advanced Dungeons & Dragons, pubblicato anch'esso dalla TSR.

## Struttura
L'opera è articolata in cinque racconti, che narrano degli avvenimenti, veri o presunti, che sono avvenuti nel lasso di tempo intercorso fra la morte di Raistlin e la guerra del Chaos, ossia circa venticinque anni dopo la fine delle vicende narrate nelle Leggende. Il titolo dell'opera si riferisce alla comparsa in scena degli eroi che combatteranno la guerra del Chaos, e che rappresentano appunto la "seconda generazione", in quanto figli degli Eroi delle Lance.
I cinque racconti che compongono l'opera sono dunque:
- Il figlio di Kitiara
- L'eredità
- Vuoi scommettere?
- La figlia di Raistlin
- Il sacrificio

### Il figlio di Kitiara
Sono passati ormai venticinque anni dalla morte di Kitiara, avvenuta per mano di Dalamar nell'oscurità della Torre di Palanthas, e la sua anima è ormai proprietà di Lord Soth. La sua discendenza non è però morta con lei: è ciò che apprende Caramon in una notte sconvolgente, quando un cavaliere di draghi blu bussa alla porta della sua locanda e gli rivela di aver custodito per tutti questi anni il figlio della seducente spadaccina. L'ormai attempato oste viene così a conoscenza dell'iniquo inganno perpetrato da Kitiara ai danni di Sturm Brightblade, e di come da questa unione ella abbia generato un figlio, Steel.
Comincia così un viaggio per la salvezza di un'anima, ma stavolta si tratta di quella del giovane Steel, lacerato dal conflitto fra la luce e la tenebra nel suo cuore, che sta per giurare fedeltà alla Regina Oscura ed al suo subdolo capitano, Ariakan, figlio del defunto Generale Ariakas. Tanis e Caramon intraprendono dunque un pericoloso viaggio fino alla Torre del Sommo Chierico, dove riposa il corpo di Sturm, miracolosamente immune al passare degli anni, perché il giovane Cavaliere Oscuro conosca l'identità del padre e ne apprezzi il valore e le buone qualità: la sua madre adottiva, infatti, nutre la speranza che questo lo induca a voltare le spalle alle tenebre e che lo riporti sulla retta via.
Le sue speranze saranno deluse, ma l'incontro non sarà infruttuoso: l'incontro fra Steel e la salma del padre, infatti, lo lascerà proprietario della spada del padre e del gioiello delle stelle donatogli da Alhana Starbreeze, ma il giovane deciderà comunque di votare la sua vita e la sua lealtà alla Regina delle Tenebre. La sua anima, tuttavia, non potrà mai essere completamente sua, poiché anche nell'oscurità mortale in cui la madre lo ha avvolto rifulgerà sempre, come una guida, la flebile luce del gioiello delle stelle.

### L'eredità
Le sofferenze di Caramon legate alla magia non sono ancora destinate a finire: il suo figlio più giovane, Palin, è infatti il degno nipote di Raistlin, e come lo zio vuole dedicare completamente la propria vita alla magia, pur desiderando disperatamente di non ferire i suoi preoccupati genitori. Sarà proprio questo ossessivo rifiuto dei genitori, e soprattutto del padre, verso le arti arcane a spingere il Conclave dei Maghi ad organizzare un piccolo tranello per permettere al giovane mago di affrontare la Prova, senza il quale Palin non avrebbe probabilmente mai ottenuto il permesso di tentare. L'ormai centenario mago elfico Dalamar, vecchio apprendista di Raistlin, organizzerà una finzione nella quale Palin si troverà a dover combattere con lo zio per impedirgli di tornare e conquistare il mondo, dimostrando così la sua fedeltà agli dèi del bene.
Ma fin dove si spinge la finzione, e dove comincia la realtà? Alla fine della Prova, infatti, Palin riceverà in dono da uno degli immondi guardiani della Torre il Bastone di Magius, che era stato rinchiuso nella stanza più alta della Torre alla fine degli avvenimenti narrati nelle Leggende, con un incantesimo che rendeva impossibile per ogni essere vivente violare la sacralità di quella stanza. Bisogna forse supporre che una qualche entità si sia intrufolata nella Torre attraverso il Portale ormai sigillato, un'entità desiderosa di fare in modo che Palin avesse la sua eredità?.

### Vuoi scommettere?
Un'altra storia con protagonisti i tre figli di Caramon Majere, che questa volta si trovano invischiati in una strana impresa, arruolati con l'inganno (e con l'aiuto di una generosa dose di spirito dei nani) dal nano Dougan Redhammer per riportare nelle sue mani la leggendaria Gemma Grigia di Gargath. Questo strano personaggio guiderà Tanin, Sturm e Palin all'isola di Gargath, dove essi subiranno la tentazione da parte del potere della gemma, che però non avrà ragione di loro: essi riusciranno così a riportare l'ordine nel villaggio e a far tornare la preziosa gemma nelle mani del loro strano compagno, che provvederà però tempestivamente a perderla di nuovo nel corso di una partita a dadi.
Ma le sorprese non sono finite. Nel corso del viaggio, infatti, i fratelli finiranno per riconoscere nel vecchio nano nientemeno che il possente dio Reorx, padre di tutti i nani e forgiatore del mondo, che da anni rincorre la preziosa Gemma Grigia per tutto Krynn. E alla fine dell'avventura, una sola cosa sarà assolutamente certa: che non avranno mai il coraggio di raccontarlo a nessuno.

### La figlia di Raistlin
È questo l'unico racconto che sfugge alla regola generale del libro, ossia che narra un fatto avvenuto prima della Guerra delle Lance e che ha per protagonisti due degli Eroi stessi.
In viaggio per il continente alla ricerca di fortuna, i gemelli Caramon e Raistlin si fermano per la notte in una taverna fuori mano, ed il giovane mago appena scampato alla pericolosissima Prova ha modo di incontrare una giovane Irda, Amberyl. Il loro incontro è breve e fugace, ma sufficiente perché tra loro insorga il Valin, un incanto escogitato dal popolo nativo della ragazza per fare in modo che la loro stirpe proliferi: questa maledizione li porterà entrambi alla morte, infatti, se essi non genereranno un figlio assieme.
La fanciulla, erede di un'antica magia, riesce così ad allontanare Caramon con una scusa ed a passare la notte col giovane mago; alla mattina, infine, ella si allontana, lasciando nella mente di Raistlin solo uno dei pochi dolci ricordi della sua vita. Morirà di parto poco tempo dopo in una locanda sperduta, lasciando ai suoi fratelli Irda, che sono intanto riusciti a rintracciarla, soltanto una strana bambina dagli occhi d'oro...
Il racconto origina dalle leggende che hanno proliferato per tutto Ansalon dopo le famose imprese degli Eroi, e intende spiegare la discendenza di Usha, la ragazzina umana dagli occhi dorati apparsa nel libro I draghi dell'estate di fuoco. Sarà comunque lo stesso Raistlin, tornato in vita per combattere la guerra contro il Chaos, a smentire questa leggenda in occasione del suo primo incontro con la fanciulla.

### Il sacrificio
Dopo averlo lungamente desiderato, Laurana e Tanis sono finalmente riusciti ad avere un figlio, Gilthas, che hanno chiamato così in onore del fratello di Laurana. Debole e gracile, il giovane elfo non presenta nei lineamenti la minima traccia del sangue umano ricevuto in eredità dal padre, ma ciò non è sufficiente per impedirgli di vergognarsene terribilmente e di addossargli la colpa dei frequenti malori che lo colgono: è proprio a causa di questa debolezza di costituzione che i genitori lo tengono continuamente sepolto in casa, senza mai perderlo d'occhio, esasperandolo sino a spingerlo alla fuga.
L'occasione buona sembra presentarsi quando il ragazzo viene invitato a Qualinesti dal senatore Rashas. Fuggendo dalla casa paterna, il giovane Gilthas segue il carismatico senatore elfico fino alla sua patria, ma una volta giuntovi scopre di essere stato preso prigioniero e di non poter più abbandonare la nazione elfica. Il piano di Rashas è semplice e lineare: non gradendo affatto il riavvicinamento che Alhana Starbreeze e suo marito Porthios stanno operando fra le nazioni elfiche di Qualinesti e Silvanesti, il senatore vuole infatti spodestare i due regnanti legittimi e porre Gilthas sul trono di Qualinesti come un puro fantoccio, in modo da poter governare dietro le sue spalle con tutto comodo. In questo suo piano subdolo e malvagio egli è aiutato da un generale di Silvanesti e da nientemeno che Dalamar, la cui collaborazione è stata comprata con la promessa di poter passare un mese nella sua terra natale, che lui agogna disperatamente di poter rivedere.
Il piano si rivelerà a Gilthas troppo tardi perché lui possa fare qualcosa, e nel tempo in cui i genitori giungeranno a salvarlo lui avrà già intuito cos'è più giusto fare: al padre giunto per salvarlo e per liberare Alhana, il giovane elfo dichiarerà di essere disposto a restare a Qualinost, prigioniero nella sua stessa terra, pur di tentare una qualche resistenza contro i folli piani di Rashas. Tanis è così costretto a lasciar andare il figlio tanto amato, abbandonandolo nella prigione in cui lui stesso è andato incoscientemente a gettarsi, per la speranza di un futuro migliore.

## Edizioni
- Margaret Weis - Tracy Hickman, La seconda generazione, traduzione di Anna Tarquino, collana Armenia, Armenia Editore, 1995,  p. 383, ISBN 88-344-0629-X.